# Alfred Raupach
Alfred Raupach (* 20. Februar 1906 in Gräbel im Kreis Bolkenhain; † 22. Mai 1975 in Hattingen) war ein deutscher Orgelbauer.

## Leben
Gustav Alfred Raupach war der Sohn des Weißgerbermeisters Gustav Heinrich Raupach. Er wurde in Gräbel, Kreis Bolkenhain in Schlesien 1906 geboren. Mit fünfzehn Jahren begann er eine Lehre bei Schlag & Söhne in Schweidnitz. Nach der Gesellenprüfung arbeitete er bei Furtwängler & Hammer bzw. Emil Hammer Orgelbau in Hannover, wegen seines hervorragenden Gehörs vor allem als Intonateur und Montagemeister.
1932 heiratete er in Hattingen Else Eisenblätter, blieb aber bis zum Kriegsausbruch in Hannover wohnen. Nach seiner Entlassung aus US-amerikanischer Kriegsgefangenschaft 1945 siedelte er nach Hattingen um und arbeitete häufig mit dem Orgelbaumeister Werner Bosch in Sandershausen bei Kassel zusammen, wiederum als Intonateur.
Alfred Raupach legte im Jahre 1951 vor der Handwerkskammer Osnabrück die Meisterprüfung im Orgelbauer-Handwerk mit der Note „sehr gut“ ab. Er bediente von Hattingen aus vornehmlich einen Kundenstamm aus der näheren Umgebung. In der Hauptsache führte er Reparaturen und Umbauten aus. Daneben baute er auch einige neue elektrische und mechanische Schleifladenorgeln, meist in Zusammenarbeit mit der Firma Bosch in Kassel.
Viele Neubauten, Renovierungen und Umbauten insbesondere im Ruhrgebiet tragen seine „Handschrift“. In seinem Nachruf heißt es: „Die demütige und freudige Hingabe an seinen Beruf war unermesslich.“

## Werke (Neubauten)

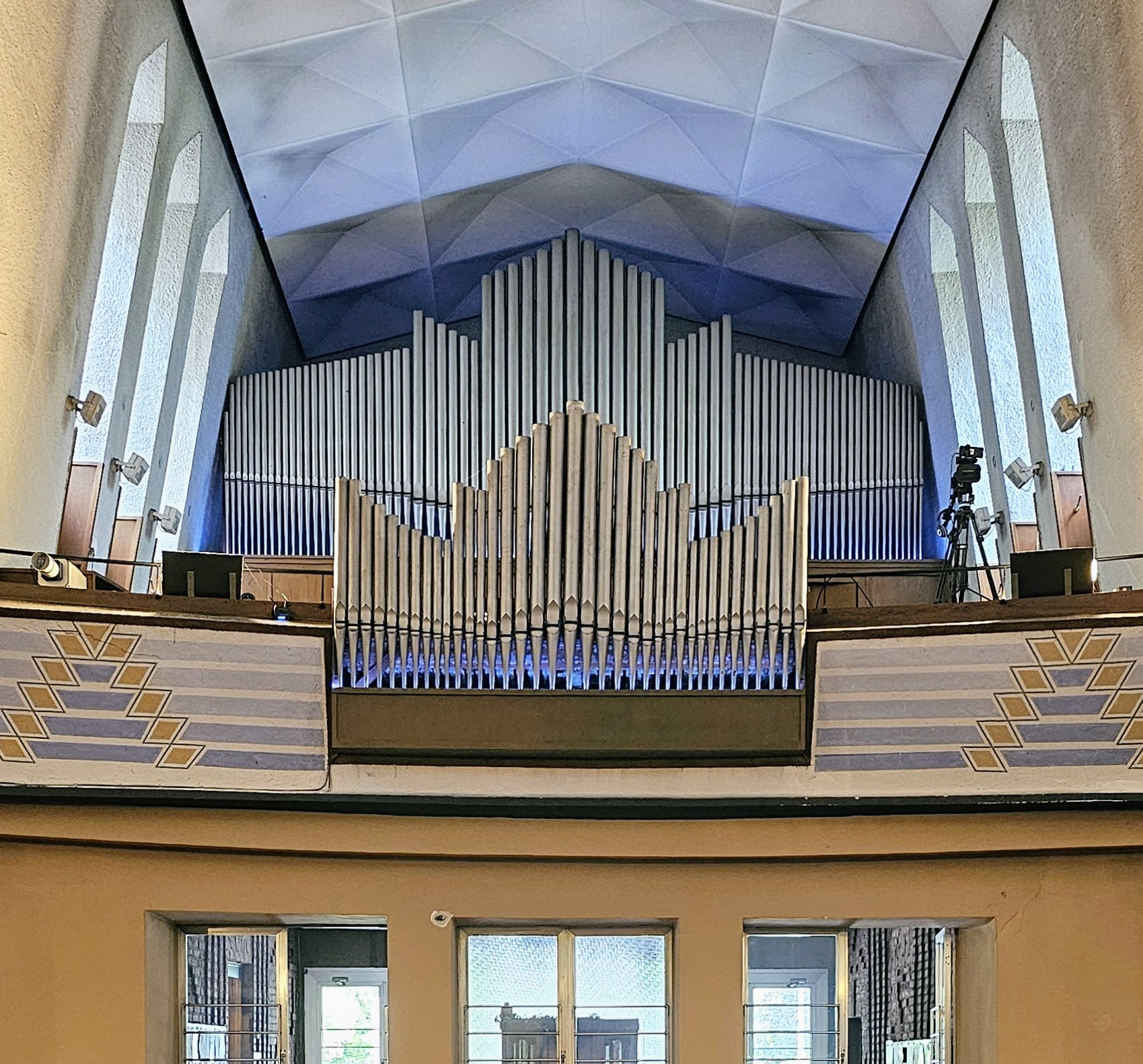
Ehemalige Raupach-Fabritius-Orgel in Essen-Frillendorf

- 1950: Katholische Pfarrkirche der Heiligen Schutzengel in Essen-Frillendorf in Zusammenarbeit mit Albert Fabritius (2003 entkernt, Prospekt erhalten)[3]
- 1954: Paul-Gerhardt-Haus in Hattingen-Welper
- 1956: Ev. Lutherkirche in Herne-Röhlinghausen
- 1956: Evangelische Matthäuskirche in Bochum-Weitmar
- 1958:	Evangelische Kirche Hombruch in Dortmund
- 1960: Friedhofskapelle des städtischen Friedhofes in Hattingen-Welper, Bosch-Raupach-Orgel
- 1963: Katholische Pfarrkirche Sankt Johannes in Bochum-Wiemelhausen
- 1964: Lutherkirche in Herne
- 1965:	Dreifaltigkeitskirche am Regenkamp in Herne, Bosch-Raupach-Orgel
- 1965:	Ev. Martin-Luther-King-Haus in Dortmund-Lütgendortmund
- 1965:	Auferstehungskirche in Bergkamen-Weddinghofen, Bosch-Raupach-Orgel
- 1966: Evangelische Kirche Winz-Baak in Hattingen, Bosch-Raupach-Orgel
- 1966:	St. Barbara-Kirche in Ickern (Castrop-Rauxel), Bosch-Raupach-Orgel
- 1967: St. Peter und Paul, Hattingen, Orgelbaufirma Stockmann, Intonation Raupach
- 1968: St. Josef, Welper, Orgelbaufirma Stockmann, Intonation Raupach
- 1969: Evangelische Friedenskirche in Velbert, Bosch-Raupach-Orgel, II/P/20
- 1971: Orgelneubau in Bad Laasphe-Niederlaasphe durch Werner Bosch, Intonation: Alfred Raupach
- 1972: Lutherkirche in Bochum-Dahlhausen, Bosch-Raupach-Orgel
- 1972:	Ev. Christuskirche in Castrop-Rauxel, Bosch-Raupach-Orgel
- 1975:	Ev. Kirchengemeinde in Duisburg-Neudorf, Bosch-Raupach-Orgel
- 1978:	St.-Vinzentius-Kirche in Bochum-Harpen, Bosch-Raupach-Orgel

## Werke (Umbauten)
- 1946: St. Laurentius in Essen-Kettwig, Reparatur
- 1947: Ev. Stadtkirche Bad Hersfeld, Umbau der Orgel von Furtwängler & Hammer (1900) in Zusammenarbeit mit der Fa. Giesecke
- 1953: St. Mauritius, Hattingen-Niederwenigern, Austausch einiger Register
- 1954: Altenberger Domorgel (Ernst Seifert 1903), Renovierung und Erweiterung
- 1954:	Kreuzkirche (Herne), Umbauten der Orgel von Johann Friedrich Schulze & Söhne
- 1954:	Propsteipfarrei St. Ludgerus „Zur schmerzhaften Mutter Maria“ (Essen-Werden), Aufstellung der Meyer-Orgel aus der Pfarrkirche Dortmund-Brackel
- 1954:	Katholische Pfarrkirche Liebfrauen, instand gesetzt und komplett neu intoniert und um 12 Register im neubarocken Sinne erweitert
- 1955: Ev. Kreuzkirche in Herne, Renovierung und Erweiterung der Walcker-Orgel von 1902
- 1956:	St. Mauritius, Hattingen-Niederwenigern, Austausch einiger Register
- 1959:	St. Georg (Hattingen), Restauration der Orgel von Christian Roetzel von 1826
- 1964:	St. Georg (Hattingen) weitere Erneuerungsarbeiten
- 1966:	Petrikirche in Bochum-Wiemelhausen, Neubau einer Zungenstimme für die Friedrich-Euler-Orgel (1951)
- 1967:	Ev. Johanneskirche in Freudenberg-Oberfischbach  Renovierung der Roetzel-Orgel (1820)
- 1973:	St. Mauritius, Hattingen-Niederwenigern, Austausch einiger Register